# Electrosuisse SEV
Electrosuisse SEV è un'associazione per l'elettrotecnica, la tecnica energetica e l'informatica con sede a Fehraltorf vicino a Zurigo in Svizzera. Fa parte dell'EEPCA, associazione europea degli organismi di certificazione elettrica, unico membro della Confederazione Elvetica.

## Storia
L'electrosuisse nasce nel 1889 sotto il nome di "Association suisse des électriciens" (ASE - associazione svizzera degli elettricisti, o SEV), e cambia nome nel 2002 in Electrosuisse

## Organizzazione
L'associazione è suddivisa in 4 divisioni:
- Electrosuisse - l'associazione vera e propria
- Reti ed impianti
- Industria e commercio
- Ispettorato federale degli impianti a corrente forte (ESTI)

## Attività
Oggi l'associazione opera in diversi settori come verifica di reti e d'impianti, il collaudo e verifica degli apparecchi elettrici, componenti, sistemi e la taratura di sistemi di misura.
Rappresenta una delle principali associazioni tecniche svizzere nel campo della tecnologia elettronica ed è il più grande ente di certificazione e verifica della Svizzera.
Possiede:
- 4250 membri a titolo personale;
- 1750 membri di tipo istituzionale o del settore[non chiaro];
- oltre duecento dipendenti.

## Electrosuisse nelle diverse lingue
- Italiano: Electrosuisse SEV Associazione per l'elettrotecnica, la tecnica energetica e l'informatica
- Tedesco: Electrosuisse SEV Verband für Elektro-, Energie- und Informationstechnik
- Francese: Electrosuisse SEV Association pour l'électrotechnique, les technologies de l'énergie et de l'information
- Inglese: Electrosuisse SEV Association for Electrical Engineering, Power and Information Technologies